# Skok przez skórę
Skok przez skórę – stara tradycja górnicza, ceremonia przyjmowania nowicjuszy do stanu górniczego przez stare strzechy. Polega na opasaniu skórą i skoku przez nią zgodnie z górniczą tradycją.

## Historia
W XVIII wieku na terenie Austro-Węgier i Niemiec wprowadzono mundur górniczy. Z tyłu na spodniach górnicy nosili „skórę górniczą” nazywana też łatą lub klapą. Był to czarny skórzany fartuch, półkolisto skrojony, sięgający do łydek. Z czasem skóra stała się symbolem przynależności do stanu górniczego. Skok przez skórę był sposobem przyjmowania kolejnych roczników do grona górników. 
Do Polski zwyczaj dotarł za pośrednictwem absolwentów Akademii Górniczej w Leoben (Austria). Najpierw na tereny Galicji, skąd pochodziła większość absolwentów, następnie pojawił się na Akademii Górniczo-Hutniczej w Krakowie. Po II wojnie światowej dotarł na Śląsk i Politechnikę Śląską. Został zachowany scenariusz skoku przez skórę stworzony przez polskich studentów w Leoben. W okresie międzywojennym na nowo opracowali go członkowie Stowarzyszenia Studentów Akademii Górniczej w Krakowie. Po wojnie, w 1948 roku nowy projekt scenariusza opracował Bogdan Smyła. 
Obecnie celebrowana podczas Karczm Piwnych i przez studentów studiujących kierunki związane z górnictwem.
Zwyczaj ma bogatą oprawę, prowadzi ją Lis Major. Adepci stanu górniczego ubrani są w mundury górnicze, towarzyszą temu sztandary, lampki górnicze, fanfary oraz orkiestra górnicza.
Ceremonia skoku przez skórę występuje też podczas uroczystości przyjęcia adeptów do zawodu hutnika.